# Джемини 9А
Джемини 9A (на английски: Gemini 9A) – американски космически кораб от второ поколение. Седми пилотиран полет по програмата Джемини, четиринадесети пилотиран американски и изобщо двадесет и втори космически полет в историята. Първоначално е означен като Джемини 9. След смъртта на основния екипаж Елиът Сий и Чарлс Басет е преименуван на Джемини 9А.

## Основен екипаж
| Пост     | Астронавт                           |
| -------- | ----------------------------------- |
| Командир | Томас Стафорд два космически полета |
| Пилот    | Юджийн Сърнън един космически полет |

- Броят на полетите е преди и включително тази мисия.

### Резервен екипаж
| Пост     | Астронавт                          |
| -------- | ---------------------------------- |
| Командир | Джеймс Ловел един космически полет |
| Пилот    | Едуин Олдрин                       |

- Броят на полетите е преди тази мисия.

### Първоначален основен екипаж
| Пост     | Астронавт   |
| -------- | ----------- |
| Командир | Елиът Сий   |
| Пилот    | Чарлс Басет |

Екипажът загива при тренировъчен полет с учебен реактивен самолет Т – 38 на 28 февруари 1966 г. Резервния екипаж става основен, а за дублиращ е назначен резервния за мисията на Джемини 10.

## Цели на мисията
Основната цел на полета е сближаване и скачване с мишената Аджена GATV-5004. Заради авария на ракетата-носител на „Аджена“ полетът е отложен и е използвана алтернативната мишена ADTA (допълнително скачващо приспособление, на английски: Augmented Target Docking Adapter), изстреляна с ракетата Atlas на 1 юни 1966 г. Също така е планирано излизане в открития космос с използване на ракетна раница.

## Полет
Старт на 3 юни 1966 г. в 8:39 (заради аварията на „Аджена“ полетът е отложен). Програмата на полета е изпълнена частично. В хода му успешно са отработени няколко метода на орбитално сближаване, но неотделеният обтекател на мишената прави скачването с нея невъзможно. Програмата за излизане в открития космос включвала използване на ракетна раница, която била закрепена в задната част на кораба. В процеса на излизане в открития космос Юджийн Сърнън среща сериозни трудности: операциите в безтегловност се оказват по-сложни, отколкото се предполагало. Освен това започнало да се поти стъклото на скафандъра и видимостта била ограничена. Към момента на задействие на ракетната раница Сърнън бил много изморен и експеримента е прекратен. Продължителността на космическата разходка е 2 часа и 8 мин.
Кацането е на 6 юни 1966 г. Корабът се приводнява само на 1,2 км от разчетната точка. Това е най-точното приземяване на космически кораб дотогава. Екипажът е прибран от американския самолетоносач USS Wasp (CV-18) 52 минути след приземяването си.

## Параметри на мисията
- Маса на кораба: 3750 кг
- Перигей: 158,8 км
- Апогей: 266,9 км
- Инклинация: 28,91°
- Орбитален период: 88,78 мин

### Групов полет сATDA
| Начало               | Край                 | Продължителност |
| -------------------- | -------------------- | --------------- |
| 3 юни 1966 17:45 UTC | 3 юни 1966 18:00 UTC | 15 минути       |

### Космическа разходка
| № | Участници     | Начало               | Край                 | Продължителност   |
| - | ------------- | -------------------- | -------------------- | ----------------- |
| 1 | Юджийн Сърнън | 5 юни 1966 15:02 UTC | 5 юни 1966 17:09 UTC | 2 часа и 7 минути |

## Галерия
- Оригиналният екипаж на мисията: Елиът Сий (ляво) и Чарлс Басет.
- Стартът на мишената ATDA.
- Томас Стафорд в космическия кораб.
- Снимки от различен ъгъл на мишената ATDA.
- Друг кадър от срещата.
- Юджийн Сърнън по време на излизането си в открития космос.
- Приводняването.
- Капсулата, изложена в КЦ „Кенеди“.

## Днес
Капсулата, използвана в мисията днес е изложена в посетителския център на Космическия център „Джон Кенеди“, Флорида.